# Bartolomeus Tours
Bartolomeus (Barthelmy) Tours (Rotterdam, 1797-1864) fou organista i director d'orquestra holandès, fill i pare respectivament dels també músics Jacob i Berthold. Va ser organista de la Nova Església i de la de Sant Llorenç de la seva ciutat natal i un dels fundadors de la societat Eruditio musica. També es distingí coma director d'orquestra i organitzà concerts regulars.